# Jo Hoestlandt
Jo Hoestlandt, née le 13 mai 1948, est une auteure française de littérature jeunesse.

## Biographie
Jo Hoestlandt suit des études de Lettres à Paris, puis enseigne la littérature pendant trois ans. Elle habite dans les Hauts-de-Seine.
Elle publie ses premiers ouvrages au début des années 1980. Elle écrit des textes d'albums jeunesse ou de romans jeunesse, illustrés par de multiples illustrateurs, dont Claude Lapointe, Christophe Blain, Serge Bloch, Philippe Bertrand ou Camille Jourdy.
En 1994, son ouvrage  La Grande peur sous les étoiles, illustré par Johanna Kang, est lauréat du Premio Grafico Fiera di Bologna per la Gioventù de la Foire du livre de jeunesse de Bologne (Italie).
Trois de ses ouvrages font partie de la « Bibliothèque idéale » du Centre national de la littérature pour la jeunesse (BnF) : La rentrée des mamans, illustré par Claude et Denise Millet, paru en 1990 ;  La Grande peur sous les étoiles, illustré par Johanna Kang, paru en 1993 ; et  À pas de louve, illustré par Marc Daniau, paru en 2001.
Jo Hoestlandt a écrit et publié plus d'une centaine d'ouvrages.

## Prix et distinctions
- : Premio Grafico Fiera di Bologna per la Gioventù, Foire du livre de jeunesse de Bologne 1994[2] pour  La Grande peur sous les étoiles, illustré par Johanna Kang
- Sélection Deutscher Jugendliteraturpreis 1996[4] , catégorie Livre illustré, pour La Grande peur sous les étoiles, illustré par Johanna Kang
- Prix Saint-Exupéry - Valeurs Jeunesse 1998[5], catégorie Album, pour Le pouvoir d'Aimé, illustré par Philippe Mignon
- Prix Chronos 2000[6], catégorie CM1 – CM2, pour Mémé, t'as du courrier illustré par Claire Franek
- Prix Chronos 2008[6], catégorie CE1 – CE2, pour Un anniversaire camion
- Prix RTS Littérature Ados 2009[7] pour Le complexe de l’ornithorynque
- Prix Libbylit 2011[8], catégorie Roman junior, pour 3 de ses ouvrages, ex aequo : La danse de l'éléphante illustré par Camille Jourdy ; Le prix d'Evelyne illustré par Delphine Grenier ; Le bébé tombé du train ou Quand l'amour d'une mère est plus fort que tout illustré par Andrée Prigent.
- Coup de cœur 2011[9] du Centre national de la littérature pour la jeunesse (BnF) pour Le Bébé tombé du train ou Quand l'amour d'une mère est plus fort que tout, illustré par Andrée Prigent
- « Bibliothèque idéale » du Centre national de la littérature pour la jeunesse (BnF)[3] :
  - La rentrée des mamans, illustré par Claude et Denise Millet, paru en 1990
  -  La Grande peur sous les étoiles, illustré par Johanna Kang, paru en 1993
  -  À pas de louve, illustré par Marc Daniau, paru en 2001

## Quelques ouvrages

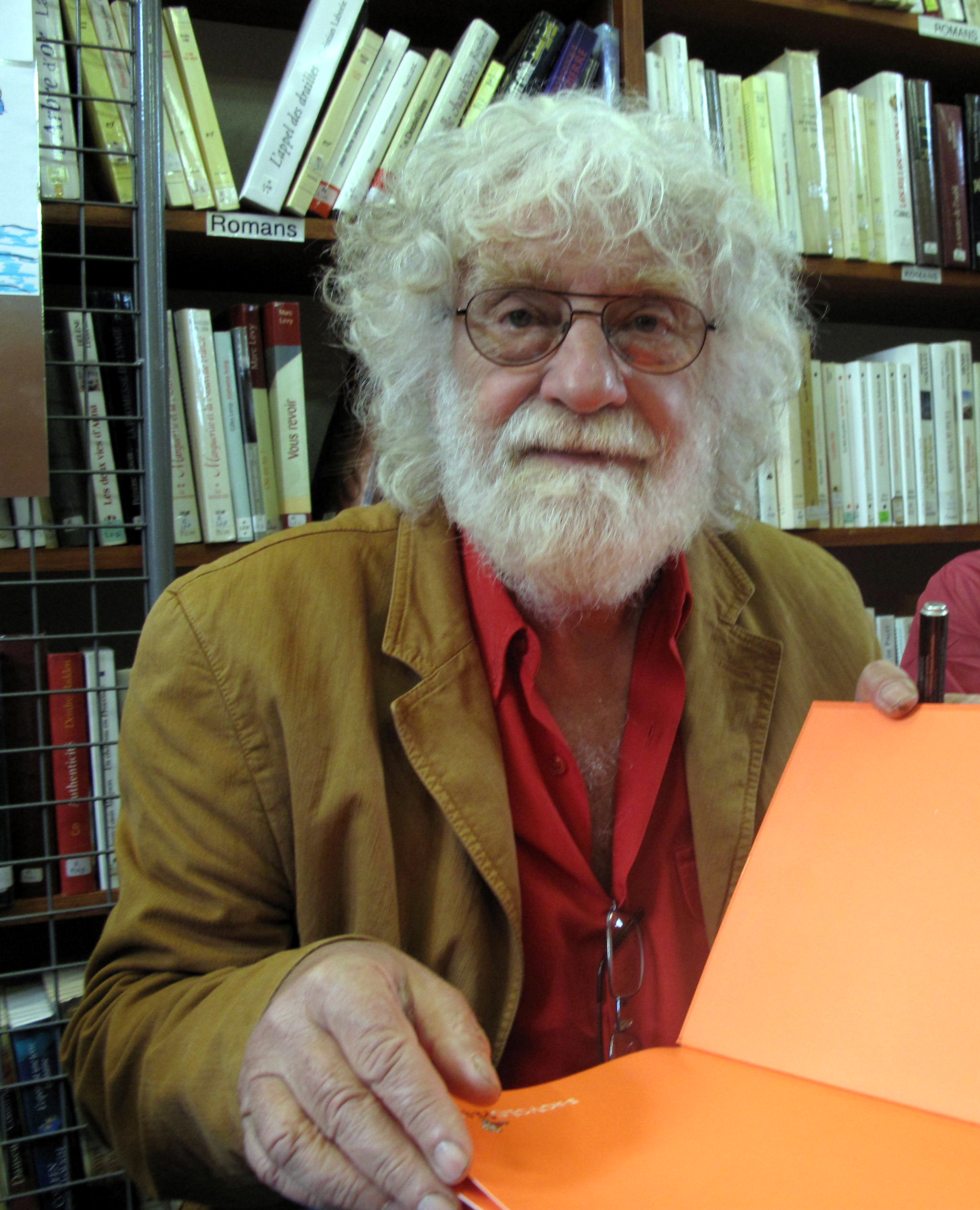
Pef en 2010, qui a illustré en 2001 son ouvrage Miranda, reine du cirque.

- La rentrée des mamans, illustré par Claude et Denise Millet, Bayard, 1990
- La Grande peur sous les étoiles, illustré par Johanna Kang, Syros, 1993
- Le pouvoir d'Aimé, illustré par Philippe Mignon, Actes Sud Junior, 1997
- Le petit mari, illustré par Claude Lapointe, Actes Sud junior, 1998
- La balançoire, illustré par Christophe Blain, Casterman, 1999
- Mémé, t'as du courrier illustré par Claire Franek, Nathan, 1999
- Oh, les belles lettres ! , illustré par Philippe Bertrand, Actes Sud junior, 2000
- Joyeux Noël, les monstres ! , illustré par Philippe Bertrand, Actes Sud junior, 2001
- La dent d'Ève, ill. de Benjamin Chaud, Actes Sud junior, 2001
- Le plus beau chien du monde, illustré par Claude Lapointe, Pocket jeunesse, 2001
- À pas de louve, illustré par Marc Daniau, Milan, 2001
- Miranda, reine du cirque, illustré par Pef, Bayard, 2001
- Les frayeurs de la Baby-sitter, éd. Thierry Magnier, 2002
- Tempête à la maison, illustré par Serge Bloch, Bayard jeunesse, 2003
- L'été où j'ai grandi, illustré par Camille Jourdy, Actes Sud junior, 2006
- La lettre que j'attends, illustré par Delphine Grenier, le Baron perché, 2007
- Un anniversaire camion, Thierry Magnier, 2007
- Le complexe de l'ornithorynque, Milan, 2007
- La danse de l'éléphante, illustré par Camille Jourdy, Actes Sud junior, 2010
- Le prix d'Evelyne, illustré par Delphine Grenier, Escabelle, 2010
- Le Bébé tombé du train ou Quand l'amour d'une mère est plus fort que tout, illustré par Andrée Prigent, Oskar, 2011
- Je veux aller à la mer : où l'on apprend que la mer est à 503 km, illustré par Jean-Pierre Blanpain, Oskar, 2012
- C'est pas grave, Milan, 2014
- Géant, Magnard jeunesse, 2014
- Ce que le roi qui n'avait pas d'enfants ne savait pas, illustré par Ronan Badel, Oskar, 2015
- Grand ami,  Éditions Thierry Magnier, coll. « Petite Poche », 2017
- L'homme clé, Éditions Thierry Magnier, coll. « Petite Poche », 2018
- La revanche des animaux, Éditions Thierry Magnier, coll. « Petite Poche », 2019
- Le concours de nouvelles, Magnard jeunesse, 2019